# MBK 엔터테인먼트의 음반
이 문서는 MBK 엔터테인먼트에서 발매한 음반의 목록이다. 전신인 GM기획과 코어콘텐츠미디어하고 같이 넣을 수 있다.

## 1990년대
- 1990년 11월 30일 윤상 - 윤상
- 1991년 9월 ?일 윤상 - 이별의 그늘
- 1992년 7월 30일 윤상 - 윤상 2 (PART 1)
- 1993년 ?월 ?일 윤상 - 윤상 2 (PART 2)
- 1995년 7월 1일 터보 - 280 Km/h Speed
- 1996년 4월 7일 윤상 - 윤상 골든 베스트
- 1996년 8월 14일 터보 - New Sensation
- 1996년 11월 1일 터보 - X-Mas Dance Party With Turbo
- 1997년 6월 1일 터보 - Summer Remix
- 1997년 8월 1일 우노(Uno) - 1집 You & Ours
- 1997년 10월 22일 터보 - Born Again
- 1998년 9월 6일 조성모 - To Heaven
- 1998년 11월 1일 터보 - Perfect Love
- 1999년 7월 5일 터보 - Millennium Dance Megamix
- 1999년 9월 9일 조성모 - For Your Soul
- 2000년 1월 26일 터보 - E-Mail My Heart
- 2000년 1월 27일 조성모 - Classic
- 2000년 4월 14일 문차일드 - Delete
- 2000년 9월 1일 조성모 - Let Me Love

## 2000년대
- 2001년 5월 11일 문차일드 - Moon Child 2집
- 2001년 6월 20일 터보 - 터보 History
- 2001년 9월 9일 조성모 - No More Love
- 2004년 1월 20일 SG워너비 - SG Wanna Be+
- 2004년 3월 11일 M To M - 사랑한다 말해줘
- 2005년 3월 3일 SG워너비 - 살다가
- 2005년 9월 11일 M To M - M To M
- 2005년 9월 16일 SG워너비 - Classic Odyssey
- 2006년 2월 9일 이효리 - Dark Angel
- 2006년 2월 24일 씨야 - The First Mind
- 2006년 4월 8일 SG워너비 - The 3rd Masterpiece
- 2006년 9월 8일 씨야 - To My Lover[1]
- 2006년 11월 15일 SG워너비 - [Digital Single] S.101[2]
- 2006년 11월 16일 SG워너비 - SG워너비 & 브라운아이드걸스[1]
- 2006년 11월 16일 SG워너비 - The Precious History
- 2006년 12월 26일 이효리 - [Digital Single] Anystar (애니콜 광고음악)
- 2007년 3월 5일 이효리 - [Digital Single] Toc Toc Toc
- 2007년 4월 6일 SG워너비 - The Sentimental Chord
- 2007년 4월 17일 남규리 - 못말리는 결혼 OST
- 2008년 5월 6일 이효리 - 오프더레코드 효리 OST[3]
- 2007년 5월 25일 씨야 - Lovely Sweet Heart[4]
- 2007년 7월 18일 블랙펄 - Black Pearl 블랙펄
- 2007년 8월 1일 김종욱 - 가난한 사랑
- 2007년 8월 28일 SG워너비 - SG Wanna Be+ (Music 2.0 Special Edition)
- 2007년 9월 20일 블랙펄 - [Digital Single] 결국...너잖아
- 2007년 9월 20일 초신성 - 1st Single
- 2007년 9월 27일 M To M - [Digital Single] 못된 남자
- 2007년 10월 25일 초신성 - The Beautiful Stardust
- 2007년 11월 15일 씨야 - 쿵야 어드벤처 OST[5]
- 2007년 11월 19일 남규리 - 시트콤 못말리는 결혼 OST[6]
- 2007년 11월 23일 SG워너비 - Story In New York
- 2007년 12월 11일 M To M - The Colorful Voices
- 2007년 12월 20일 씨야 - [Digital Single] 슬픈 발걸음 (구두 2)
- 2008년 1월 2일 씨야 - California Dream
- 2008년 1월 28일 다비치 - Amaranth
- 2008년 2월 28일 김종욱 - For A Long Time...
- 2008년 3월 12일 SG워너비 - 처음처럼 (All Star Vol.3)[7]
- 2008년 3월 20일 씨야 - 바보 (All Star 2집 Vol.4)[8]
- 2008년 4월 2일 다비치 - [Digital Single] 슬픈 다짐 Remix
- 2008년 4월 3일 SG워너비 - [Digital Single] 2008 연가 SG 워너비
- 2008년 4월 3일 초신성 - [Digital Single] 2008 연가 초신성
- 2008년 4월 15일 보람 - Lucifer Project Vol.1 애
- 2008년 4월 24일 SG워너비 - My Friend
- 2008년 5월 29일 씨야,다비치,블랙펄 - [Digital Single] Color Pink
- 2008년 6월 10일 옥주현 - Remind
- 2008년 7월 3일 다비치 - Vivid Summer Edition (1st Amaranth Repackage Album)
- 2008년 7월 14일 이효리 - It's Hyorish
- 2008년 7월 18일 남규리 - 남자 (고사:피의 중간고사 OST)
- 2008년 8월 12일 SG워너비,김종욱 - 에덴의 동쪽 OST SG워너비 & 김종욱
- 2008년 8월 28일 SG워너비 - 뮤직2.0 스페셜에디션 2집
- 2008년 9월 26일 씨야 - Brilliant Change
- 2008년 11월 14일 보람 - From Memory
- 2008년 11월 18일 미스에스 - [Digital Single] Miss $ Diary
- 2008년 11월 27일 M To M - [Digital Single] One Day
- 2008년 12월 22일 SG워너비 - [Japan Digital Single] Get Along Together
- 2008년 12월 22일 SG워너비 - [Japan Digital Single] In The Rain
- 2009년 2월 27일 다비치 - Davichi In Wonderland
- 2009년 3월 11일 SG워너비 - Rainbow
- 2009년 4월 8일 옥주현 - 신데렐라 맨 OST
- 2009년 4월 23일 SG워너비 - Gift From SG Wanna Be
- 2009년 4월 30일 티아라 - [Digital Single] 티아라
- 2009년 5월 6일 씨야,다비치,티아라 - [Digital Single] 여성시대/영원한 사랑
- 2009년 5월 21일 김종욱 - One Fine Day
- 2009년 6월 2일 이효리 - [Digital Single] 이뻐요[9]
- 2009년 6월 19일 홍진영 - [Digital Single] 사랑의 배터리
- 2009년 6월 29일 양파 - 혼 OST
- 2009년 7월 3일 옥주현 - [Digital Single] SS Life 2nd[10]
- 2009년 7월 27일 티아라 - [Digital Single] 거짓말
- 2009년 8월 26일 미스에스 - Miss $ S Class
- 2009년 9월 15일 티아라,초신성 - [Digital Single] TTL (Time To Love)
- 2009년 10월 9일 티아라,초신성 - [Digital Single] TTL Listen 2
- 2009년 10월 26일 씨야 - Rebloom
- 2009년 11월 27일 티아라 - Absolute First Album
- 2009년 12월 17일 SG워너비 - [Digital Single] 사랑합니다[11]

## 2010년대
- 2010년 1월 7일 씨야,다비치,티아라 - [Digital Single] 원더우먼
- 2010년 2월 23일 티아라 - Breaking Heart
- 2010년 4월 7일 씨야 - 개인의 취향 OST Part.2
- 2010년 5월 3일 티아라 - [Digital Single] We Are The One (16강 기원 응원가)
- 2010년 5월 6일 다비치 - Innocence
- 2010년 5월 25일 효민, 지연, 이보람 - 커피하우스 OST Part.3
- 2010년 6월 15일 소연 - 고사2 OST Part.1
- 2010년 7월 5일 블랙펄 - [Digital Single] Gogossing
- 2010년 7월 29일 다비치 - 조영수 All Star - 다비치
- 2010년 8월 3일 홍진영 - [Digital Single] 내사랑
- 2010년 9월 6일 씨야 - [Digital Single] Baby Brown
- 2010년 9월 10일 미스에스 - [Digital Single] Miss Indenpendent
- 2010년 9월 30일 남녀공학 - [Digital Single] Too Late
- 2010년 10월 8일 다비치 - 신승훈 20th Anniversary With 다비치 Vol.1
- 2010년 10월 8일 씨야 - [Digital Single] TWENTYth Urban
- 2010년 10월 11일 씨야,다비치 - [Digital Single] 씨야 그리고 다비치
- 2010년 10월 19일 남녀공학 - [Digital Single] 삐리뽐 빼리뽐
- 2010년 10월 22일 미스에스 - Pro.Miss.U
- 2010년 10월 28일 남녀공학 - Something That Is Cheerful And Fresh
- 2010년 11월 23일 티아라 - [Digital Single] 왜 이러니
- 2010년 12월 1일 티아라 - Vol.2 Temptastic
- 2010년 12월 8일 지연 - 정글피쉬 시즌 2 OST Special Edit
- 2010년 12월 15일 홍진영 - [Digital Single] 사진 속 엄마 아빠의 크리스마스 (MBC 꽃다발)[12]
- 2010년 12월 31일 다비치,홍진영 - 천국의 눈물 (Tears Of Heaven) OST
- 2011년 1월 21일 씨야 - See You Again
- 2011년 1월 27일 이해리 - [Digital Single] 그때 난 사는거야
- 2011년 2월 10일 티아라 - [Digital Single] Beautiful Girl
- 2011년 2월 11일 파이브돌스 - [Digital Single] 입술자국
- 2011년 2월 16일 파이브돌스 - Charming Five Girls
- 2011년 3월 11일 다비치 - 웃어요,엄마 OST Part.8
- 2011년 3월 28일 양파 - Elegy Nouveau
- 2011년 4월 28일 소연 - 안영민 A-Family[13]
- 2011년 5월 11일 파이브돌스 - Club Remix Time To Play
- 2011년 6월 29일 티아라 - 존 트라볼타 워너비 (John Travola Wanna Be)
- 2011년 8월 2일 티아라 - [Digital Single] Roly-Poly in 코파카바나
- 2011년 8월 29일 다비치 - Love Delight
- 2011년 9월 15일 티아라 - [Digital Single] 로그인(Log-In)
- 2011년 9월 20일 티아라 - [Digital Single] 페이지원[14]
- 2011년 11월 3일 양파 - 뿌리 깊은 나무 OST Part.2
- 2011년 11월 11일 티아라 - Black Eyes
- 2011년 12월 6일 다비치 - 사랑의 리퀘스트 OST Part.1
- 2011년 12월 23일 다비치,티아라 - [Digital Single] 우리 사랑했잖아
- 2012년 1월 3일 티아라 - Funky Town
- 2012년 2월 7일 다비치 - Love Call With 다비치
- 2012년 2월 21일 지연 - 드림하이2 OST Part.4[15]
- 2012년 3월 13일 지연 - 드림하이2 OST Part.7[16]
- 2012년 3월 20일 지연 - 드림하이2 OST Part.8
- 2012년 4월 5일 다비치,양파 - [Digital Single] Together[17]
- 2012년 4월 23일 양파 - [Digital Single] Together[18]
- 2012년 5월 9일 양파 - Together
- 2012년 5월 16일 갱키즈 - We became gang
- 2012년 5월 18일 다비치 - 조영수 All Star - 투빅&다비치[19]
- 2012년 5월 23일 티아라 - [Digital Single] 빙글빙글
- 2012년 6월 4일 다비치 - 너라서 - 빅 OST
- 2012년 6월 22일 갱키즈 - [Digital Single] MAMA
- 2012년 6월 24일 양파 - 신사의 품격 OST Part.4
- 2012년 7월 3일 티아라 - DAY BY DAY
- 2012년 7월 30일 다비치 - [Digital Single] THE S Part.1
- 2012년 9월 4일 티아라, 샤넌 - [Digital Single] 낮과 밤[20]
- 2012년 9월 4일 티아라 - MIRAGE
- 2012년 11월 12일 더 씨야 - Good to Seeya
- 2012년 12월 6일 더 씨야 - Love U
- 2013년 1월 7일 스피드 - Speed Of Light
- 2013년 1월 15일 스피드 - 1집 Superior Speed
- 2013년 2월 13일 다비치 - 아이리스 2 OST Part.1
- 2013년 2월 20일 스피드 - 1집 Blow SPEED
- 2013년 3월 4일 다비치 - MYSTIC BALLAD Part 1
- 2013년 3월 18일 다비치 - MYSTIC BALLAD Part 2
- 2013년 4월 1일 다비치 - [Digital Single] 녹는 중
- 2013년 4월 29일 티아라 N4 - [Digital Single] 전원일기
- 2013년 5월 31일 양파 - [Digital Single] Hitman Project #5:A Tribite To The Hitman,David Foster
- 2013년 6월 10일 티아라,파이브돌스,더 씨야,스피드 - [Digital Single] Tears Of Mind
- 2013년 7월 4일 다비치 - [Digital Single] 여름날의 추억
- 2013년 7월 30일 파이브돌스 - Since 1971
- 2013년 8월 1일 다비치,티아라 - [Digital Single] 비키니
- 2013년 9월 6일 이해리 - [Digital Single] 사랑했었다면[21]
- 2013년 9월 17일 파이브돌스 - First Love
- 2013년 10월 10일 티아라 - Again
- 2013년 11월 12일 다비치 - [Digital Single] DAVICHI CODE
- 2013년 11월 15일 더 씨야 - [Digital Single] 눈물이 핑돌아[22]
- 2013년 12월 4일 티아라 - AGAIN 1977
- 2013년 12월 14일 티아라 - T-ARA WINTER
- 2014년 1월 3일 더 씨야 - 눈물[23]
- 2014년 1월 21일 더 씨야 - Love Is
- 2014년 1월 29일 샤넌 - [Digital Single] Remember You
- 2014년 2월 18일 스피드 - SPEED CIRCUS
- 2014년 2월 21일 티아라 - [Digital Single] 조영수 All Star - 티아라
- 2014년 3월 5일 티아라 - Lead The Way/LA'booN
- 2014년 3월 18일 스피드 - [Digital Single] ZOMBIE PARTY!
- 2014년 4월 3일 스피드 - [Digital Single] Look at me Now
- 2014년 5월 14일 티아라 - Gossip Girls
- 2014년 5월 20일 지연 - Never Ever
- 2014년 6월 5일 다비치 - [Digital Single] Again
- 2014년 6월 18일 이해리 - [Digital Single] Acoustic Project #1. Cloud
- 2014년 6월 19일 다비치 - 6.7
- 2014년 6월 30일 효민 - Make Up
- 2014년 7월 4일 다비치 - [Digital Single] 움직이지마
- 2014년 7월 29일 지연 - 트라이앵글 OST Part.6[24]
- 2014년 9월 11일 티아라 - And & End
- 2014년 9월 24일 티아라 - EDM Club Sugar Free Edition
- 2014년 10월 7일 티아라 - [Digital Single] T-ara`Sugar Free`(Chuckie Remix)
- 2014년 11월 24일 티아라 - [Digital Single] Little Apple
- 2014년 12월 1일 샤넌 - [Digital Single] 새벽비
- 2014년 12월 26일 샤넌 - [Digital Single] 숨[25]
- 2014년 12월 29일 더 씨야 - [Digital Single] Crazy Love
- 2015년 2월 10일 티아라,스피드,더 씨야, 승희 - [Digital Single] White Snow
- 2015년 2월 17일 샤넌 - 빛나거나 미치거나 OST Part.4
- 2015년 3월 5일 샤넌 - Eighteen
- 2015년 4월 21일 더 씨야 - [Digital Single] U & ME
- 2015년 5월 14일 은정 - I'M GOOD
- 2015년 6월 1일 스피드 - SPEED ON
- 2015년 7월 6일 하이브로우 - [Digital Single] EASTIST[26]
- 2015년 7월 10일 샤넌 - [Digital Single] Falling[27]
- 2015년 8월 4일 티아라 - So Good
- 2015년 8월 13일 고나영 - [Digital Single] Only For You
- 2015년 9월 15일 다이아 - Do It Amazing
- 2015년 10월 14일 은정 - [Digital Single] Good Bye
- 2015년 10월 20일 다이아 - [Digital Single] 내 친구의 남자친구
- 2015년 11월 12일 하이브로우 - [Digital Single] High Up[28]
- 2015년 12월 17일 기희현, 정채연, 김다니 - [Digital Single] PICK ME[29]
- 2015년 12월 24일 승희 - [Digital Single] 어게인 1988[30]
- 2016년 1월 26일 티아라 - Sweet Temptation
- 2016년 2월 2일 고나영 - [Digital Single] a:rke
- 2016년 3월 19일 기희현,정채연,김다니 - 35 Girls 5 Concepts[31]
- 2016년 3월 17일 효민 - Sketch
- 2016년 4월 5일 정채연 - Crush[32]
- 2016년 5월 19일 성유진 - [Digital Single] 보컬전쟁 -신의 목소리 Part.6[33]
- 2016년 6월 14일 다이아 - HAPPY ENDING
- 2016년 7월 20일 정채연 - [Digital Single] Merry Summer[34]
- 2016년 7월 20일 채연 - 원티드 OST Part.3[35]
- 2016년 7월 25일 지연 - [Digital Single] 바라보다 심쿵[36]
- 2016년 8월 29일 기희현 - [Digital Single] 꽃,바람 그리고 너[37]
- 2016년 9월 13일 다이아 - Spell
- 2016년 9월 24일 승희,채연 - 먹고 자고 먹고 OST[38]
- 2016년 11월 9일 티아라 - REMEMBER
- 2016년 12월 29일 빈챈현스 - [Digital Single] First Miracle DIAID I
- 2016년 12월 31일 L.U.B - [Digital Single] First Miracle DIAID II
- 2017년 4월 6일 다이아 - [Digital Single] 꽃,달,술[39]
- 2017년 4월 19일 다이아 - YOLO
- 2017년 6월 14일 티아라 - What's My Name
- 2017년 6월 27일 샤넌 - [Digital Single] Love Don`t Hurt
- 2017년 7월 28일 샤넌 - Hello
- 2017년 8월 17일 빈챈현스 - [Digital Single] Look
- 2017년 8월 18일 L.U.B - [Digital Single] Darling My Sugar
- 2017년 8월 22일 다이아 - Love Generation
- 2017년 8월 27일 샤넌 - [Digital Single] 판타스틱 듀오 2 Part.13[40]
- 2017년 9월 28일 예빈, 솜이 - [Digital Single] Autumn
- 2017년 10월 12일 다이아 - 선물
- 2017년 10월 13일 예빈,솜이, 박세준, 제이니 - [Digital Single] THE UNI+ 마이턴 (My turn)[41]
- 2017년 10월 20일 박세준 - [Digital Single] THE UNI+ 빛 (Last One)[42]
- 2017년 10월 27일 예빈,솜이,제이니 - [Digital Single] THE UNI+ Shine[43]
- 2017년 11월 10일 샤넌 - [Digital Single] [나만 알고 싶은 가수] 이런 밤이면
- 2017년 11월 13일 주은,정채연 - [Digital Single] Fly Day[44]
- 2017년 12월 7일 효민 - [Digital Single] 믹스앤더시티 Part.2[45]
- 2017년 12월 21일 효민 - [Digital Single] 믹스앤더시티 Part.4[46]
- 2018년 1월 20일 예빈,솜이 - [Digital Single] THE UNI+ G STEP 1
- 2018년 2월 10일 예빈,솜이 - [Digital Single] THE UNI+ FINAL
- 2018년 4월 7일 유앤비 - BOYHOOD
- 2018년 5월 18일 유니티 - Iine
- 2018년 6월 24일 샤넌 - [Digital Single] 미워해 널 잘지내지는 마
- 2018년 6월 28일 유앤비 - BLACKHEART
- 2018년 8월 9일 다이아 - Summer Ade
- 2018년 9월 18일 유니티 - 끝을 아는 시작
- 2018년 9월 23일 샤넌 - 두니아~ 처음 만난 세계 OST Part.3
- 2018년 11월 2일 주은 - 두드림 OST
- 2019년 3월 13일 예빈 - 봄이 오나 봄 OST Part.6
- 2019년 3월 19일 다이아 - NEWTRO
- 2019년 3월 21일 김영상, 김지호, 남도현 - [Digital Single] _지마 (X1-MA)[47]
- 2019년 4월 2일 샤넌 - 아이템 OST Part.6